# Bullenholz
Bullenholz (plattdeutsch Bullenholt) ist ein Wohnplatz in der Gemeinde Kutenholz (Samtgemeinde Fredenbeck im Landkreis Stade), der zum Ortsteil Kutenholz zugehört.

## Geographie und Verkehrsanbindung
Bullenholz liegt nordwestlich des Kernorts Kutenholz und grenzt unmittelbar an diesen. Angebunden ist Bullenholz an Kutenholz im Nordwesten an der Hauptstraße (Landesstraße 123) und im Norden an der Fredenbecker Straße (Kreisstraße 70). 
Westlich von Bullenholz liegt Siedlung Bullenholz an der Kreisstraße 2, die im Nordwesten über Mulsum zur Bundesstraße 74 bei Hagenah führt. Im Süden mündet die K 2 in Siedlung Bullenholz in die L 123, die im Osten über Hesedorf nach Bremervörde zur Bundesstraße 71 und im Nordwesten über Bargstedt nach Horneburg zur Bundesstraße 73 führt.
Östlich dem Ort entspringt die Otter, ein Nebenfluss der Oste.

## Geschichte
Bullenholz hat schon immer mit zu Kutenholz gehört.

### Einwohnerentwicklung
| Jahr | Einwohner          |
| ---- | ------------------ |
| 1791 | 1 Feuerstelle      |
| 1824 | 1 Feuerstelle      |
| 1871 | 29 Leute, 4 Häuser |

### Religion
Bullenholz ist evangelisch-lutherisch geprägt und gehört zum Kirchspiel der Kirche St. Petri in Mulsum.

## Wirtschaft und Infrastruktur
Bei Bullenholz liegt eine große Sandkuhle.
Für Bullenholz ist die Freiwillige Feuerwehr Kutenholz mit zuständig.